# Johan Apolloff
Johan Apolloff, född cirka 1640 i svenska Ingermanland, död i juni 1706 i Ryssland var en svensk överste och den siste kommendanten på Nyenskans i Ingermanland.
Apolloff var son till bajoren och fänriken i Ingermanländska adelsfanan Grigori Apolloff och dennes hustru Agrafena Aminoff. Han innehade godset Kipina hof i Koporje län, Ingermanland.
Hans tjänstebana inleddes 1653 då han blev page hos generalguvernör Carl Mörner vid en ceremoni i staden Nyen i Ingermanland. Apolloff, vid tidpunkten överstelöjtnant, utnämndes 14 april 1689 till kommendant på det strategiskt viktiga Nyenskans invid Nyen. Efter Stora nordiska krigets utbrott utnämndes han 1 februari 1701 till överste och chef för det nyuppsatta Viborgs läns fördubblingsinfanteriregemente men blev samtidigt kvar på sin kommendantpost då han dels var omistlig där, dels till följd av ålderdom och sjuklighet inte kunde förväntas gå i fält mer. Sedan Nyenskans belägrats av ryska styrkor under Boris Sjeremetev och Peter I tvingades han 2 maj 1703 att ge upp fästningen men utverkade fritt avtåg med fästningsgarnisonen. Dock medgav inte ryssarna det utlovade avtåget till Narva, utan garnisonen måste istället gå till Viborg. Apolloff tillfångatogs igen vid Narvas fall 10 augusti 1704 och hamnade i rysk fångenskap, i vilken han dog två år senare.
Apolloff introducerades 1680 på Sveriges riddarhus jämte sina bröder Peter och Wasili under nr 912 Apolloff bland adliga ätter. Han var gift med Anna von der Pahlen och hade med henne sex kända barn.